# Lastura

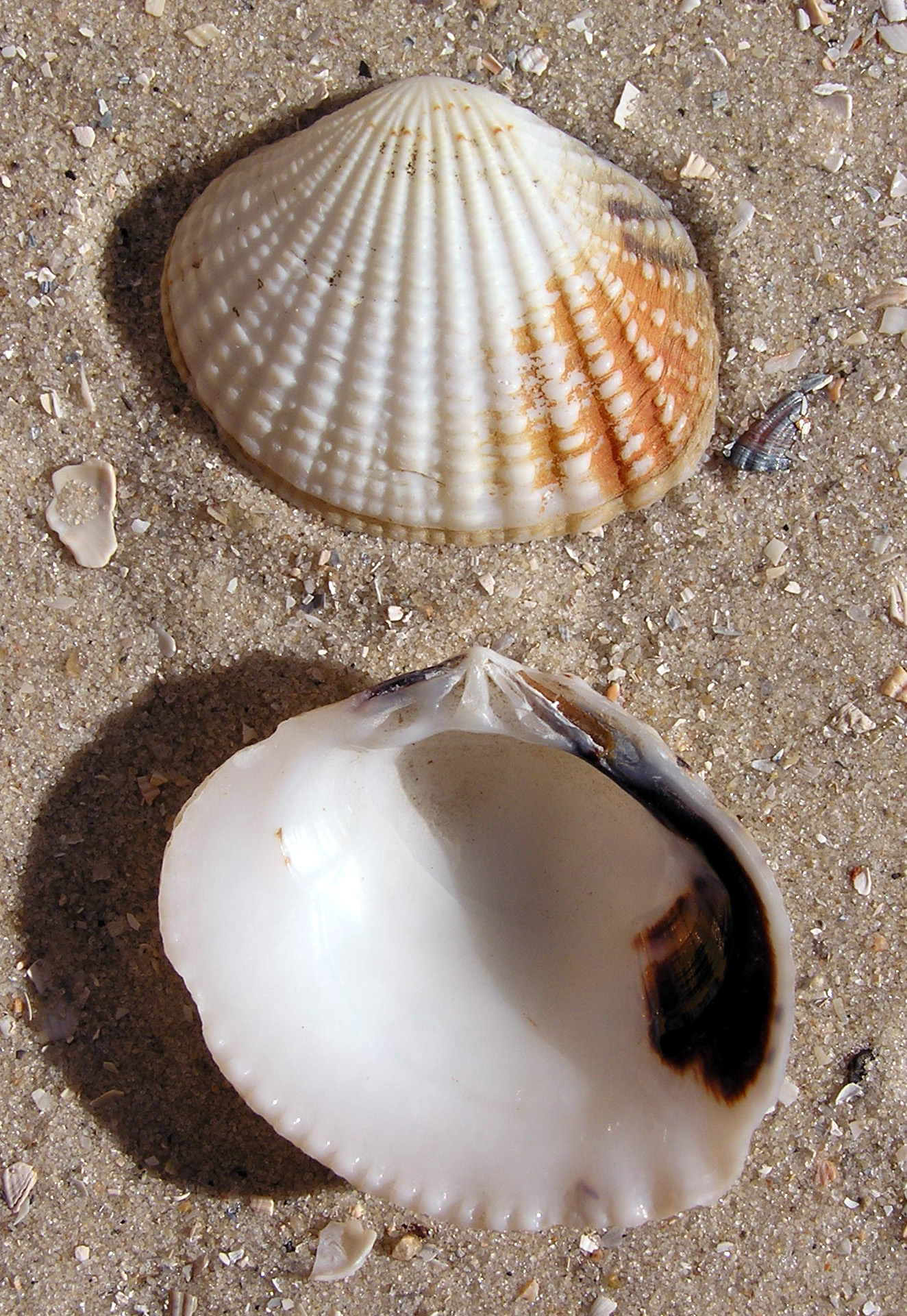
Typická lastura

Lastura (laicky škeble či mušle, odborně valva) je dvoudílná schránka mlžů. Lastura je tvořena především uhličitanem vápenatým ve formě krystalků minerálu aragonitu spojeného bílkovinným tmelem conchiolinem. Lastury mají různý tvar, zakulacení, barvu i velikost a jsou důležitým determinačním znakem určování mlžů.
Morfologie schránek dokonale odráží způsob života mlže, což umožňuje např. přesnou paleoekologickou rekonstrukci založenou na fosilním materiálu.
Misky schránek mlžů jsou třívrstevnaté. Podle pozice na těle se rozlišuje miska levá a pravá. (K rozlišení misky levé a pravé slouží pravidlo: vrchol misky směrujeme nahoru a zadní okraj k pozorovateli – zadní okraj má větší svalový vtisk a plášťový ohyb. Po pravé ruce máme misku pravou, po levé levou.)
Nejstarší částí misek je vrchol. Mezi vrcholy leží u některých misek zámkové políčko (area) nebo jsou před vrcholem a za vrcholem plošky odlišené od ostatního povrchu misek jinou ozdobou a rýhou (štítek, lunula). Na obvodu misek se rozlišuje hřbetní okraj, který se rozkládá kolem vrcholu. Část protilehlá hřbetnímu okraji se označuje jako okraj břišní. Kolem vrcholu jsou u některých mlžů vyvinuty trojúhelníkovité až křídlovité výběžky schránky, tzv. křídla.
Misky jsou spojeny zámkem, což je útvar složený ze zubů a jamek uspořádaných v zámkové linii. Zuby a jamky se vyskytují v různém počtu a uspořádaní na každé misce. Podle uspořádaní zubů a jamek se rozlišují různé typy zámků:
- taxodontní zámek – vyšší počet zubů stejného tvaru a velikosti;
- heterodontní zámek – dva či tři zámkové zuby pod vrcholem misek.

V průběhu evoluce vznikla i další uspořádání.
- dysodontní zámek je tvořen malým počtem drobných zoubků při okraji misky;
- isodontní zámek tvoří velké zuby po obou stranách jamky ligamentu;
- schizodontní zámek tvoří velké zuby nesoucí na povrchu rýhy kolmé k protažení zubu;
- pachyodontní zámek má v horní misce jeden až dva tlusté asymetrické kuželovité zuby, které zapadají do hlubokých jamek v protilehlé misce.

Na vnitřním povrchu misek jsou patrné vtisky předního a zadního adduktoru, spojené více či méně patrnou plášťovou linií. Jsou-li stejnoměrně vyvinuty oba dva svaly, hovoříme o izomyárním uspořádání, je-li jeden vtisk výrazně zmenšen, jde o anizomyární uspořádání. V závislosti na způsobu života může jeden svalový vtisk být i zcela redukován (monomyární uspořádání).
Vnější povrch misek může být hladký nebo skulpturovaný. Skulptura může být koncentrická (přírůstkové linie) nebo radiální (radiální žebra, žebírka, linie) ozdobu. Křížením obou směrů vzniká skulptura síťovitá. Žebra mohou být hladká nebo mohou nést ostny, bradavky apod.
Lastury jsou ve své hřbetní části u sebe pevně drženy silnými vazy, případně ozubenými okraji a rýhami, uzavírají se pomocí svalů. Na vrchol lastury je zvláštní pružný vaz, který jako péro lastury otevírá. 
U mlžů svaly schránku pouze zavírají. Misky se navzájem přitahují svaly (svěrači, adduktory), Otevření schránky zajištuje dorzální vaz, který se při uvolnění svěracích svalů smrští. Tento ligament 
Vnitřní strana lastur může být tvořena vrstvou perleti.

## Využití
Lastury měly v historii různá využití, např. jako zdroj perleti při výrobě šperků nebo knoflíků, jako platidlo aj. Lastury slouží i jako zdroj vápníku. Na ostrově Nová Británie byly používány jako místní platidlo a ke kultovním, náboženským nebo spirituálním účelům. Vyráběly se z nich též obscénní amulety (talismany) – druh tropické mušle (Veneridae) připomíná vulvu.
Koncern Shell používá stylizovanou lasturu hřebenatky jako firemní logo. V heraldice jsou lastury heraldickými zvířaty vyobrazenými ve znaku několika měst. S mušlí je též zobrazován svatý Jakub Starší (Větší).

Znak města Ennigerloh
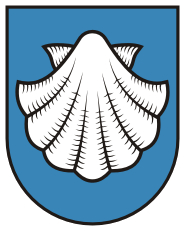
Znak místní části Wiesbadenu Mainz-Kastel
Znak místní části Bad Mingolsheim